# Augusto Gómez Soto
Augusto Gómez Soto, apodado Ganchito, fue un atleta, arquitecto y dirigente deportivo chileno. Se hizo públicamente conocido al asumir como primer presidente del Club Deportivo Universidad Católica, tras su fundación definitiva en 1937. Como una perfecta fusión de su labor deportiva y profesional, Ganchito Gómez diseñó el Estadio Independencia, junto a Enrique Casorzo,, el Estadio Ferroviario Hugo Arqueros Rodríguez, el Estadio Ester Roa Rebolledo, en colaboración con Mario Recordón, entre otras obras.

## Trayectoria
Antes de iniciar su carrera como dirigente deportivo fue un destacado atleta, logrando coronarse como campeón sudamericano de atletismo. Igualmente destacó en el boxeo, siendo campeón mientras era estudiante de arquitectura.
El 19 de abril de 1937, Augusto Gómez y Óscar Álvarez solicitaron a la Asociación Central de Fútbol la incorporación de Universidad Católica al futbol profesional. Tras ser aceptados, el 21 del mismo mes se fundó el CDUC. El acta oficial registró a Gómez como presidente, Enrique Casorzo vicepresidente, Óscar Álvarez director, Enrique Pascual secretario, Carlos Bown prosecretario y Néstor Braitwaite tesorero.
Junto con Casorzo, también arquitecto y aún dirigente de Universidad Católica en esa época, diseñaron el Estadio Independencia y participaron en su construcción. Esta obra comenzó con la planificación de Carlos Casanueva que, gracias a la donación de unos terrenos, dispuso de la construcción de viviendas para obreros, una de las cuales fue la morada de Elías Lafertte, por expresa petición de Casanueva, y de un campo deportivo.
En su despedida como presidente del CDUC, al cabo de una administración relevante para todas las ramas deportivas, especialmente la de fútbol, que transitó desde el amateurismo al profesionalismo, Gómez fue homenajeado en el Club de la Unión por un grupo de dirigentes, deportistas e hinchas. En su labor profesional como arquitecto, aunque siempre vinculado al ámbito deportivo, diseñó además el Estadio Ferroviario Hugo Arqueros Rodríguez y el Estadio Ester Roa Rebolledo, en un trabajo conjunto con Mario Recordón, entre otras obras.